# Premio Bôcher
El Premio Bôcher fue fundado por la Sociedad Americana de Matemáticas en 1923 en memoria de Maxime Bôcher con una dotación inicial de $ 1450 (contribuido por los miembros de esa sociedad). Se otorga cada cinco años para una notable investigación en el análisis que ha aparecido durante los últimos seis años en una reconocida revista de América del Norte o fue escrito por un miembro de la Sociedad. Esta disposición, introducida en 1971 y modificada en 1993, es una liberalización de las condiciones de la adjudicación. La actual concesión es de $ 5.000.

## Ganadores del Premio
- 1923 George David Birkhoff
- 1924 Eric Temple Bell, Solomon Lefschetz
- 1928 James W. Alexander
- 1933 Marston Morse, Norbert Wiener
- 1938 John von Neumann
- 1943 Jesse Douglas
- 1948 Albert Schaeffer, Donald Spencer
- 1953 Norman Levinson
- 1959 Louis Nirenberg
- 1964 Paul Cohen
- 1969 Isadore Singer
- 1974 Donald Samuel Ornstein
- 1979 Alberto Calderón
- 1984 Luis Caffarelli
- 1984 Richard Melrose
- 1989 Richard Schoen
- 1994 Leon Simon
- 1999 Demetrios Christodoulou , Sergiu Klainerman, Thomas Wolff
- 2002 Daniel Tataru, Terence Tao, Lin Fanghua
- 2005 Frank Merle
- 2008 Alberto Bressan, Charles Fefferman, Carlos Kenig
- 2011 Assaf Naor, Gunther Uhlmann
- 2014 Simon Brendle
- 2017 András Vasy
- 2020 Camillo De Lellis, Lawrence Guth
- 2023  Frank Merle, Pierre Raphaël, Igor Rodnianski y Jérémie Szeftel